# Eljasziw
Eljasziw (hebr. אלישיב) – moszaw położony w samorządzie regionu Emek Chefer, w Dystrykcie Centralnym, w Izraelu.
Leży na równinie Szaron w otoczeniu kibuców Ha-Ogen i Mabarot, moszawów Bet Cherut, Kefar Witkin, Ge’ule Teman, Kefar ha-Ro’e i Chogla, oraz wioski Chofit.

## Historia

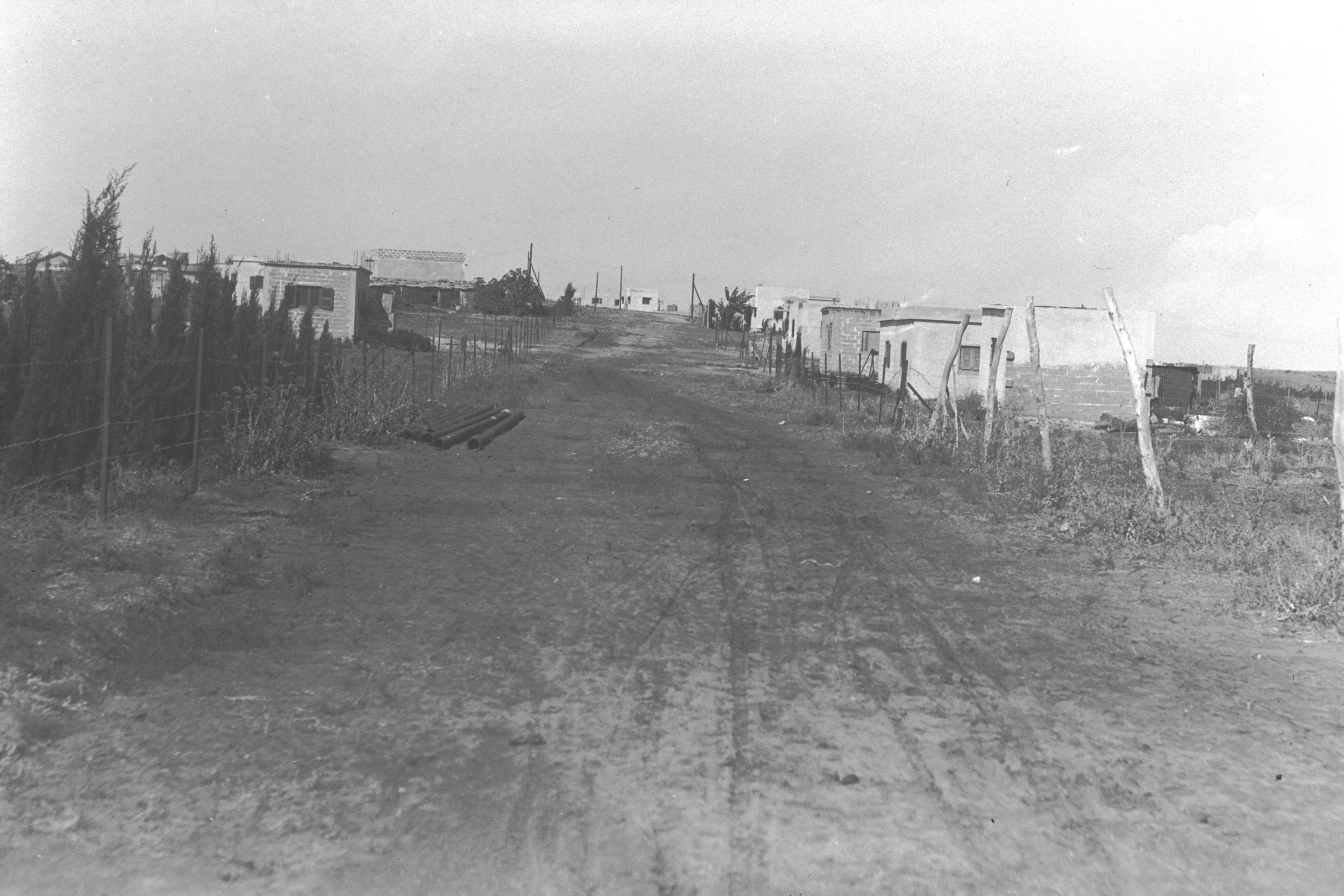
Moszaw Eljasziw w 1937

Moszaw został założony 13 listopada 1933 przez żydowskich imigrantów z Jemenu. Nazwano go na cześć rabina Szelomo Eljasziwa (1841-1925).

## Kultura i sport
W moszawie jest ośrodek kultury i boisko do piłki nożnej.

## Gospodarka
Gospodarka moszawu opiera się na intensywnym rolnictwie, sadownictwie i hodowli drobiu.

## Komunikacja
Wzdłuż zachodniej granicy moszawu przebiega droga ekspresowa nr 4  (Erez–Kefar Rosz ha-Nikra) i kibucu Miszmar ha-Szaron. Lokalną drogą prowadzącą na północny wschód można dojechać do moszawu Kefar ha-Ro’e.